# Vollerwiek
Vollerwiek (północnofryz. Folerwiik, duń. Follervig) – gmina w Niemczech, w kraju związkowym Szlezwik-Holsztyn, w powiecie Nordfriesland, wchodzi w skład urzędu Eiderstedt.